# Ankh: Herz des Osiris
Ankh: Herz des Osiris ist die Fortsetzung des 2005 erschienenen 3D-Point-and-Click-Adventures Ankh und zweiter Teil der Serie. Entwickelt wurde es vom deutschen Entwicklerteam Deck13.

## Handlung
Seit dem Ende seines letzten Abenteuers ist es dem jungen Assil nicht gut ergangen: Seine Beziehung zu Thara ist in die Brüche gegangen und zu allem Überfluss wurde ihm auch noch das Ankh gestohlen. Auch ist Osiris immer noch hinter ihm her, doch fehlt diesem zum Erlangen der endgültigen Macht noch eins: Sein eigenes Herz. Dieses zu finden, bevor Osiris dies tut, ist nun Assils Aufgabe. Parallel zu dieser Haupthandlung und teilweise mit ihr verwoben werden die Schicksale des Pharaos sowie Tharas beleuchtet. Ersterer ist einer Verschwörung zum Opfer gefallen und muss nun als Sklave in einem seiner eigenen Steinbrüche schuften. Thara hat es sich hingegen zum Ziel gemacht, einen Fußballpokal zu stehlen und so den Pharao zu blamieren.

## Spielprinzip und Technik
Die Spielwelt von Herz des Osiris ist in 3D gehalten: In Echtzeit berechnete, aus Polygonen zusammengesetzte, dreidimensionale Figuren agieren vor ebenfalls dreidimensionalen, vorgerenderten Kulissen. Das Spiel wird aus der Third-Person-Perspektive gesteuert, das heißt, der Spieler sieht das Spielgeschehen so, als wäre eine Kamera in etwas Entfernung zum Spielcharakter aufgehängt. Die Spielwelt ist in einzelne Szenen aufgeteilt; wechselt der Spieler die Szene, so springt die Kamera zur nächsten Szene und nimmt dort eine neue Position ein. Herz des Osiris ist ein Point-and-Click-Adventure, das heißt, der Spieler kann Assil mit der Maus durch das Anklicken von Ausgängen durch die Örtlichkeiten bewegen und darüber hinaus mit den Maustasten Aktionen einleiten, die den Spielcharakter mit seiner Umwelt interagieren lassen. Assil kann so Gegenstände finden, sie auf die Umgebung oder andere Gegenstände anwenden und mittels Single-Choice-Dialogen mit NPCs kommunizieren. Mit fortschreitendem Handlungsverlauf werden weitere Orte freigeschaltet. Wie schon der Vorgänger ist Herz des Osiris ein linear aufgebautes Adventure ohne Actioneinlagen. Die Dialoge werden wie in einem Kinofilm mit schwarzen Balken am oberen und unteren Bildschirmrand eingeblendet. Dabei schwenkt die Kamera abwechselnd zwischen den beiden Akteuren hin und her. Im späteren Verlauf des Spiels übernimmt der Spieler auch die Steuerung Tharas bzw. des Pharaos.
Als Spiel-Engine wurde PINA2 genutzt, eine auf der Engine OGRE beruhende Eigenentwicklung von Deck13.

## Produktionsnotizen
Anstelle eines Kopierschutzes liegt dem Spiel ein sogenanntes Coderad bei, wie sie bei den älteren LucasArts-Adventures Monkey Island 1 und 2 zu finden war. An einer bestimmten Stelle des Spiels müssen die einzelnen Scheiben des Coderades so gedreht werden, dass sich im Spiel genannte Begriffspaare bilden, woraufhin ein Sicherheitscode auf dem Coderad ablesbar ist. In der Ankh-Trilogie fehlt dieses Coderad jedoch komplett. Ein Patch wurde veröffentlicht, der die Stelle mit dem Coderad überspringt.
Die Synchronsprecher sind, sofern die Rolle in Herz des Osiris wieder vorkommt, dieselben wie im Vorgängerspiel.
| Rolle       | Deutscher Sprecher | Englischer Sprecher |
| ----------- | ------------------ | ------------------- |
| Assil       | Oliver Rohrbeck    |                     |
| Fatima      | Dascha Lehmann     |                     |
| Thara       | Ranja Bonalana     |                     |
| Dinar       | Ernst Meincke      |                     |
| Osiris      | Frank Glaubrecht   |                     |
| Palastwache | Thomas Danneberg   |                     |
| Sklavenboss | Thomas Vogt        |                     |

Der dritte Teil mit dem Titel Ankh: Kampf der Götter erschien im November 2007.

## Rezeption
Ankh: Herz des Osiris erhielt gemischte bis positive Bewertungen. Die Rezensionsdatenbank GameRankings aggregierte 14 Rezensionen zu einem Mittelwert von 72. Das englischsprachige Fachmagazin AdventureGamers lobte die Atmosphäre des Spiels, die „charmante“ Grafik des Spiels und „unterhaltsame“ Szenen, kritisierte aber eine inhaltlich und formell zu enge Anlehnung an das Vorgängerspiel Ankh, beispielsweise durch die Wiederverwertung zahlreicher Charaktere. Der deutschsprachige Adventure-Treff hob Rätsel, Humor und Vertonung des Spiels positiv hervor, monierte aber eine nicht zeitgemäße Grafik sowie den Spieleinstieg, die für Spieler, die den Vorgänger nicht kennen, sehr minimalistisch daherkomme.

### Auszeichnungen
Deutscher Entwicklerpreis 2006: 2. Platz in der Kategorie bestes deutsches Adventure, 2. Platz in der Kategorie beste Story, 3. Platz Leveldesign.